# Tharrhalea albipes
Espèce
Tharrhalea albipes est une espèce d'araignées aranéomorphes de la famille des Thomisidae.

## Distribution
Cette espèce se rencontre en Nouvelle-Guinée et dans le Nord de l'Australie.

## Publication originale
- L. Koch, 1875 : Die Arachniden Australiens. Nürnberg, vol. 1, p. 577-740 (texte intégral).